# Bouletrainer

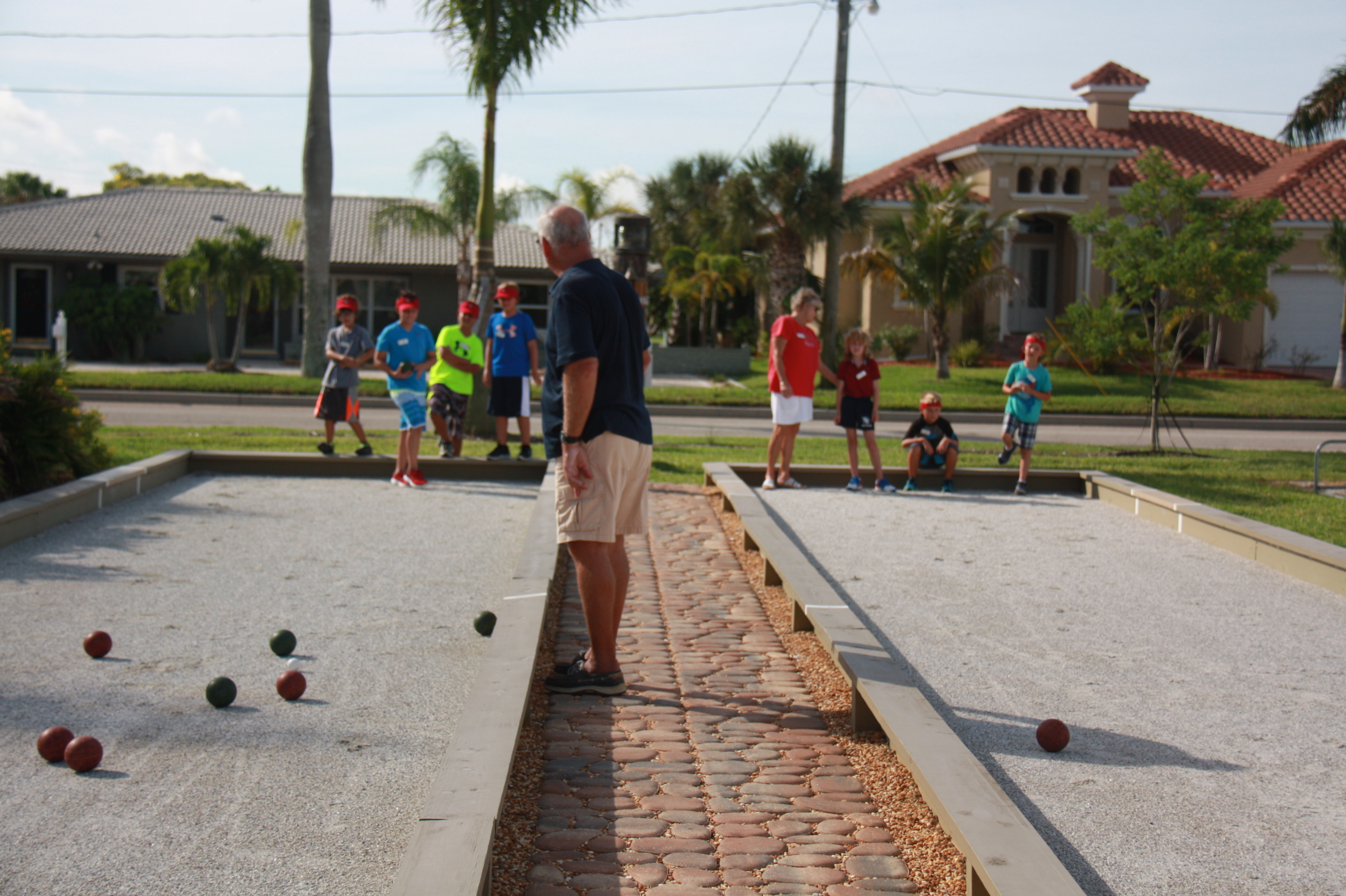
Kindertraining mit einem Trainer

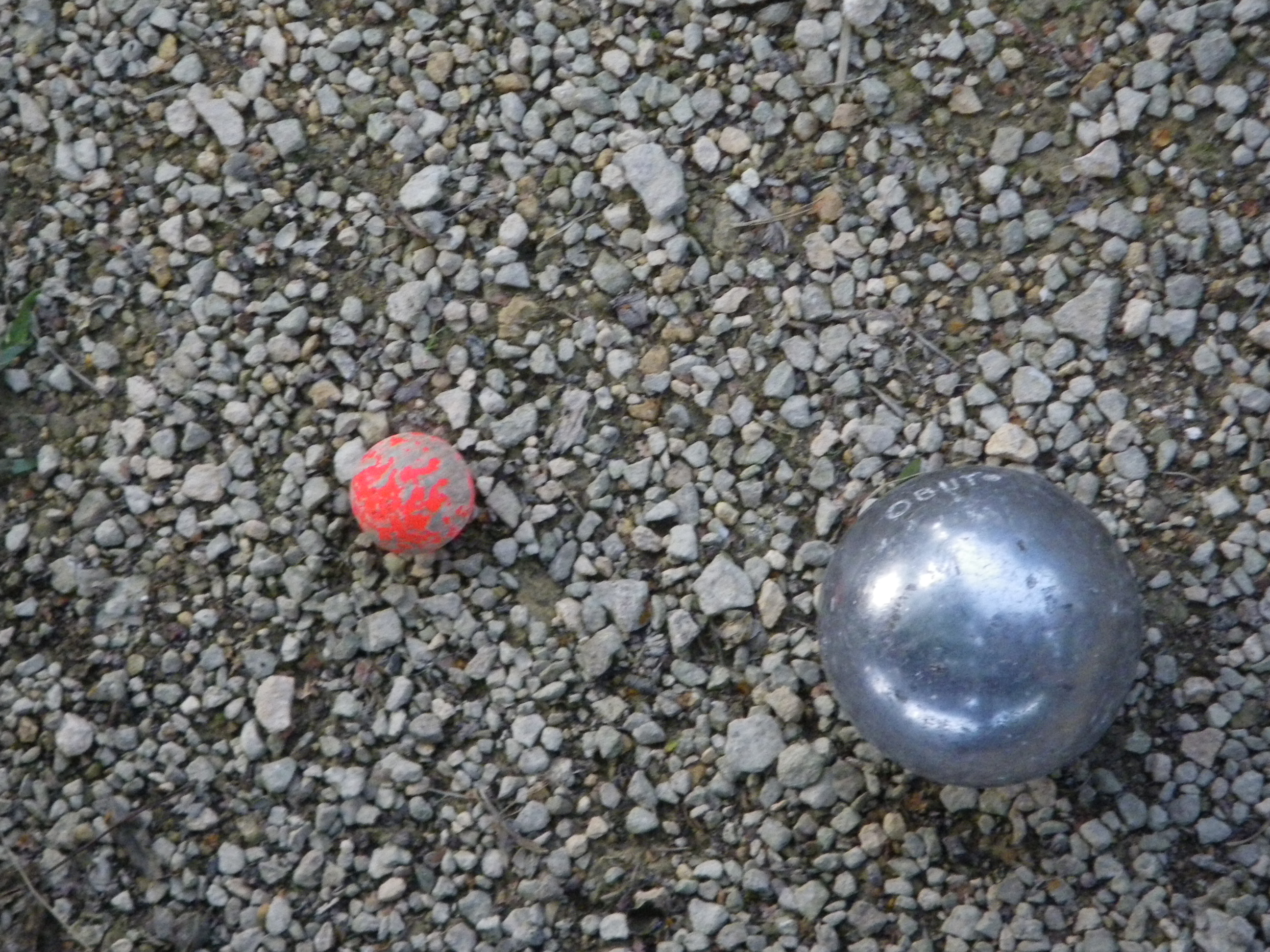
Das Handwerkszeug: Zielkugel und Kugel im Pétanque

Ein Boule- (eigentlich Pétanque-) Trainer ist die Person, die einen Einzelspieler oder ein Team in der Boule-Spiel Sport-Art Pétanque führt, ausbildet und leitet. Das Wort Boule wird in Deutschland umgangssprachlich für die Kugelsportart Pétanque verwendet. Boule bezeichnet korrekt jedoch alle Kugelsportarten, wie zum Beispiel Boccia, Sport-Boule (Boule Lyonnaise) oder Jeu provençal. In diesem Artikel meint der Begriff Boule grundsätzlich Pétanque.

## Entstehung
Nach Gründung des Deutschen Pétanque Verbands im Jahre 1984 wurde ab 1997 in Deutschland einen C-Trainerausbildung angeboten. Im Jahre 2007 folgte dann die Ausbildung der ersten B-Trainer. Mittlerweile werden die Trainerlizenzen als sogenannte DOSB- (Deutscher Olympischer Sportbund) Lizenzen vergeben.

## Ausbildung
Das Vermitteln Pétanque-spezifischer Kenntnisse orientiert sich an der DPV-Richtlinie zur Trainerausbildung. Hierbei werden von den Trainern neben der Fachkompetenz auch Kenntnisse und Fähigkeiten im Bereich der Sozialkompetenz verlangt, um der pädagogischen Verantwortung und Vorbildfunktion gegenüber Kindern, Jugendlichen und Erwachsenen gerecht zu werden. Der Übungsleiter hat eine Vielzahl von Rechten, aber auch Pflichten zu beachten. Dies fließt in den Ehrenkodex ein.
Die Ausbildung gliedert sich in folgende Stufen:
- Vorstufe: Trainerassistent Pétanque (30 Lehreinheiten; kurz LE). In früheren Jahren kurzzeitig im Angebot.
- Lizenzstufe 1: C-Trainer Pétanque (120 LE untergliedert in Grund-, Aufbau- und Prüfungslehrgang) für den Bereich Breitensport oder Leistungssport
- Lizenzstufe 2: B-Trainer Pétanque (60 LE; Voraussetzung sind mindestens 3 Jahre nachweisbare Trainererfahrung im Bereich des Leistungssport Pétanque)
- Lizenzstufe 3: A-Trainer Pétanque. Derzeit noch nicht im Angebot.
- Lizenzstufe 4: Diplom-Trainer Pétanque. Derzeit noch nicht im Angebot.

## Bekannte deutsche Pétanquetrainer
In Deutschland gibt es einige überregional bekannte Pétanquetrainer die in Sportvereinen, Landesverbänden, als Bundes- oder Nationaltrainer wirken. Vereinzelt betreiben Pétanquetrainer auch sogenannte Bouleschulen, die jedoch nur Kenntnisse in Pétanque vermitteln.
- Sönke Backens (BaWü), Freiburg, geboren 1969, ehemaliger Bundestrainer Damen, B-Trainer, Bouleschule (Pétanque) in Freiburg, ehemaliger Nationalspieler und Mannschaftsmitglied des deutschen Pétanque-Mannschaftsmeisters von 2008[3][4]
- Daniel Dias (NRW), Essen, geboren 1969, ehemaliger Bundestrainer Espoirs, B-Trainer, Buchautor, Bouleschule (Petanque) in Essen[5][4]
- Klaus Endress (BaWü), Mannheim, geboren 1950, C-Trainer, ehemaliger Landesjugendtrainer BaWü, Initiator der Jugendliga, Trainer des Jahres 2019 in Baden-Württemberg[6][7]
- Rosario Italia (Saar), geboren 1958, angehender C-Trainer, seit 2024 Bundestrainer Ü55, ehemaliger Nationalspieler und mehrmaliger deutscher Meister
- Lara Koch (BaWü), Speyer, geboren 1974, ohne Trainerlizenz, seit 2024 Bundestrainerin Damen, Bouleschule (Pétanque) in Mannheim zusammen mit Sascha Koch und Stefan Moll,[8] ehemaliger Nationalspielerin und mehrmaliger deutscher Meisterin
- Martin Koch (Nord), Hamburg, geboren 1955, gestorben 2024, B-Trainer, ehemaliger Beauftragter für Trainerwesen des Deutschen Pétanque Verbandes[9]
- Norbert Koch (NRW), Erkrath, Diplom-Sportlehrer, B-Trainer und Buchautor[10]
- Sascha Koch (BaWü), Speyer, geboren 1982, aktueller Bundestrainer Herren, angehender C-Trainer, Bouleschule (Pétanque) in Mannheim zusammen mit Lara Koch und Stefan Moll,[8] ehemaliger Nationalspieler und mehrmaliger deutscher Meister
- Martin Kuball (NS), Osterholz-Scharmbeck, geboren 1974, ehemaliger Bundestrainer Jugend, B-Trainer, ehemaliger Nationalspieler und deutscher Meister (2007, 2009)[11][12][4]
- Sebastian Lechner (BY), Oettingen, geboren 1982, ehemaliger Bundestrainer Herren, aktueller DPV-Cheftrainer, B-Trainer, Pétanquekurse in Oettingen[4]
- Klaus Mohr (Nord), Hamburg, geboren 1947, Pétanquekurse in der Provence, ehemaliger Nationalspieler und WM-Teilnehmer, 13-facher Deutscher Meister in den Jahren 1986 bis 2015[13][12]
- Ludger Roloff (NRW), Aachen, B-Trainer, Bouleschule (Pétanque) in Aachen[14]
- Andrea Schirmer (BER), geboren 1960, Berlin, ehemalige Bundestrainerin Jugend, B-Trainerin[15]
- Jürgen Schrajer (BaWü), Eggenstein, ehemaliger DPV-Trainerbeauftragter und Buchautor, B-Trainer[16]
- Stefanie Schwarzbach (BY), München, geboren 1963, ehemalige Bundestrainerin Jugend, ehemalige Nationalspielerin, B-Trainerin und deutsche Meisterin (2015)[12][4]
- Bernd Wormer (BaWü), Ubstadt, geboren 1964, ehemaliger Bundestrainer Jugend, B-Trainer, Bouleschule im Langenburger Ortsteil Nesselbach[17][18]

## Pétanquetraining

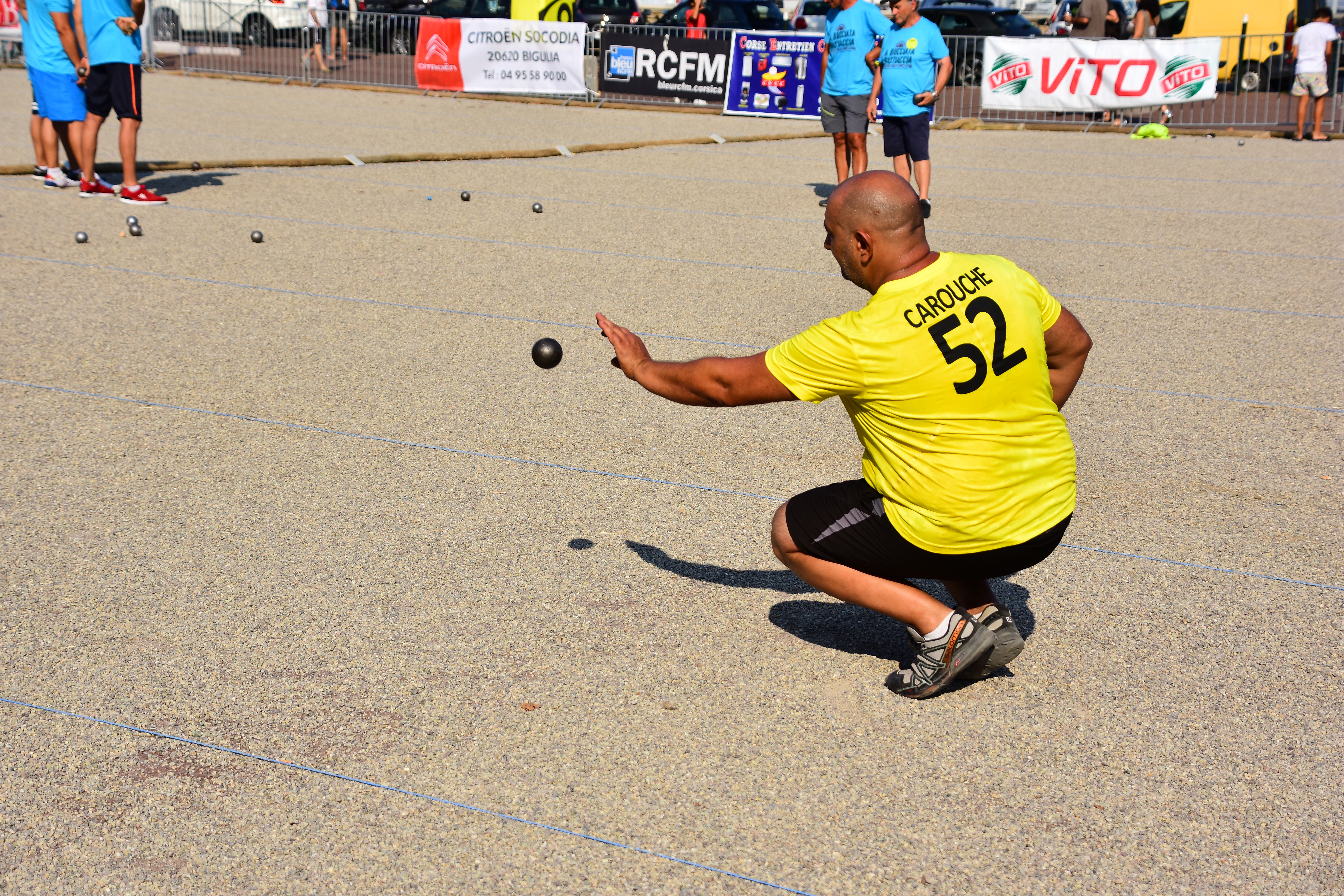
Pétanque. Das Legen aus der Hocke

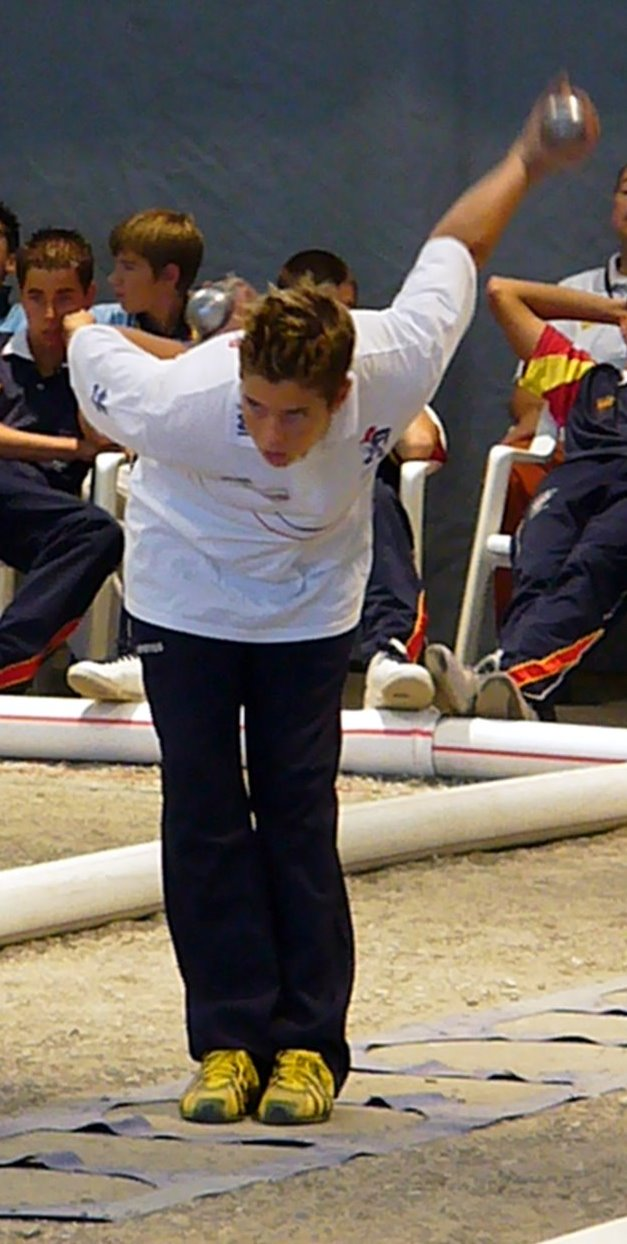
Pétanque. Das Schießen (Dylan Rocher im Jahr 2006)

### Allgemeines
Das Training des Präzisionssports Pétanque findet zumeist in kleineren Gruppen statt, kann aber auch als Einzeltraining durchgeführt werden. Hierzu benutzt der Trainer verschiedene Hilfsmittel und baut Übungsstationen, die sogenannten Ateliers auf.
Der Focus des Trainierens konzentriert sich auf die Grundtechniken Legen und Schießen, Taktik und Mentales ergänzen. In der Grundlagenausbildung korrigiert der Trainer die Wurfbewegung, gibt Tipps zu Übungen und hilft den Armschwung zu verbessern. In der Armschwungbewegung gibt es mehrere Phasen die korrigiert werden können, wobei sich der Trainer immer nur darauf konzentriert das Wesentliche heraus zu suchen und daran zu arbeiten, bevor es dann erst zum nächsten geht. Der Wurf beginnt immer mit der Konzentrationsphase, der Ausrichtung, einem guten Stand und erfolgt möglichst ohne Krafteinsatz. Sodann wird angepeilt und der möglichst weite Rückschwung am gestreckten Arm nach hinten eingeleitet. Die Hand wird dabei im Handgelenk angewinkelt und bereitet so den Rückdralleffekt vor. Der lange Arm pendelt dann mit wenig Krafteinsatz wieder nach vorne. Mit dem Öffnen der Hand wird die Kugel frei gelassen. Hier ist besonderes Augenmerk auf die Stellung des Handgelenks, der Finger und den Zeitpunkt des Loslassens der Kugel zu legen.

### Tipps
Ein Pétanquetrainer hat viele Tipps zum Spiel und zum Training parat. Beispiele sind:
- Legen bei weichem Boden: Schwinge mit langem Arm und lasse die Kugel erst spät los. Dadurch kommt ein hoher Bogenwurf zustande, versehen mit einem geraden Öffnen der Hand und einem Aufklappen entsteht ein leichter Rückdrall. Der Rollweg wird minimiert.
- Legen bei hartem Boden mit wenig Belag: Gehe in die Hocke und mache einen flachen Bogenwurf.
- Richtige Turniermahlzeit: Während eines langen Turniertages hat man wenige Probleme mit körperlicher Erschöpfung, allerdings oft mit der Konzentration. Deshalb achte auf eine ausgewogene Ernährung, nehme über den Tag verteilt mehrere kleine kohlenhydratreiche Mahlzeiten ein und achte auf eine ausreichende Flüssigkeitszufuhr.[26]
- Schießen bei frei liegender Kugel: Spitzenspieler schießen oft in einem flachen Bogen direkt vor die Kugel. Dies hat den Vorteil, dass – wenn der Schuss zu kurz ist – der flache Schuss die gegnerische Kugel gerade noch so mit nimmt. Selbst etwas zu lang angesetzte Schüsse streifen – aufgrund des flachen Bogens – die Gegnerkugel noch am Scheitel und schieben sie so weg.
- Taktische Platzierung der Zielkugel: Eine schußstarkes Team sollte immer kürzer (6 bis 8 m) spielen, ein schußschwaches Team eher länger (8 bis 10 m).
- Wenn es mal nicht so läuft: Einfach mal eine oder mehrere Kugeln mit geschlossenen Augen spielen, damit man wieder ein Gefühl für die Bewegung bekommt.

## Lehrvideos
Der Spieler, als primär visuelles Wesen, lernt am effektivsten, wenn mehrere Lernkanäle bedient werden. Ergänzend können mit geeigneten Lehrvideos die Pétanque spezifischen sportlichen Bewegungen und Grundtechniken im Coaching erklärt und analysiert werden; Trainingsspiele, Zeitlupenstudien und Tipps zur mentalen Stärke ergänzen.

### Allgemeines
Wie wärmt man sich richtig auf? Welche Techniken beim Legen und Schießen gibt es? Antworten zu Fragen der Taktik, den Regeln, der Wahl der richtigen Kugel oder dem Training:
- Aufwärmen im Bogensport von Günter Kuhr (die gezeigten Übungen der koreanischen Bogensport-Nationalmannschaft lassen sich auch im Boule anwenden)
- Aufwärmen im Boule von Michael Weise
- Aufwärmen mittels Neuroathletik von Steffen Tepel (die gezeigten Übungen des Fußball-Bundesligaspielers lassen sich auch im Pétanque anwenden)
- Bien Pointer? von Dylan Rocher (auf Französisch)
- Boule - Pétanque - Training (Tipp 1: Die Spieleröffnung - Der perfekte Sauwurf) von Sönke Backens
- Boule - Pétanque - Training (Tipp 3: Legetraining - Hoch, höher, Plombé - Die hohe Legekunst!) von Sönke Backens
- Boule - Legetechniken von DECATHLON (französisch mit deutschen Untertiteln)
- Boule - Die Regeln von DECATHLON (französisch mit deutschen Untertiteln)
- Boule - Die richtige Wahl der Boulekugeln von DECATHLON (französisch mit deutschen Untertiteln)
- Boule - Schusstechniken von DECATHLON (französisch mit deutschen Untertiteln)
- Boule: Pétanque - Wie spiele ich mich ein? von Daniel Dias
- Boule Training - Pétanque Tipp 12: Kugeln anfeuchten - Grip von Daniel Dias
- Boule Training - Pétanque Tipp 38: Kugel liegt im Weg von Daniel Dias
- Conseil OBUT - Le tir von OBUT. Ratschläge zum Schießen von Philippe Suchaud (auf Französisch)
- Cours FFPJP de Pétanque von Fédération Internationale de Pétanque & Jeu Provençal (auf Französisch)
- Das Entscheidungsraum- und Boxenmodell von Norbert Koch und Michael Weise
- EPA Petanque Training Video von English Petanque Association (in Englisch)
- How to play pétanque - My way! von Rickard Nilsson (auf Schwedisch)
- Learn Pétanque - Learn with a Champion (33 Kurzvideos) von Sylvain Dubreuil (auf Deutsch, englisch und französisch)
- Marco Foyot giving a tire Demo von Marco Foyot (in Englisch und französisch)
- Marco Foyot giving lessons to Students von Marco Foyot (in Englisch und französisch)
- Marco Foyot teaching pointing right & left von Marco Foyot (in Englisch und französisch)
- Spielanalyse Pétanque - Taktisch kommentiertes Boule-Trainingsspiel von Daniel Dias
- Spielerische methodische Reihe von Norbert Koch
- Tipps zum Schießen von Dylan Rocher (auf Französisch)

### Mentale Stärke
Mentales Training hat positive Auswirkungen auf die sportliche Leistung. Die besten Sportler sind auch mental stark.
- Boule - Pétanque - Training (Tipp 2: Mentaltraining - Der Blick auf das Positive) von Sönke Backens
- Braingym - Übungen für mentale Stärke im Sport von Hans Jürgen Kaschak, 1x1 Sport. 2014
- In den Flow kommen von Daniel Dias
- Mentale Stärke. Michael Krons spricht im Dialog mit Professor Hans Eberspächer über die Bedeutung der mentalen Stärke bei Spitzensportlern. 2014
- Mentale Stärke von Timo Boll. Kniffe wie man sich auf das Spiel konzentrieren und fokussieren kann und nicht ablenken lässt. 2018
- Visualisierung im Sport: Lerne in 5 Minuten wie das geht von Christian Jaeschke, Athletes Mind Tuning. 2018

### Trainingsspiele
Vernünftig eingefügte Trainingsspiele lockern das Training auf; denn nicht jeder Spieler mag das starre Üben mittels aufgebauter Ateliers.
- Boule umgekehrt von Moritz Leibelt und Norbert Koch
- Donnee-Ansage von Norbert Koch (Boule-Praxis)
- Hardcoreschiessen 13 von Norbert Koch
- Kugelrumba von Norbert Koch
- Kreis treffen 3 von Norbert Koch (Boule-Praxis)
- Mölkky mit Boulekugeln von Norbert Koch
- Petit Port von Benjamin Ehrenfeld und Norbert Koch
- Tireur bis 13 von Norbert Koch
- Trainingsspiel Gelände anschauen von Norbert Koch
- Trainingsspiele vor die Sau von Norbert Koch
- Triple Tète von Norbert Koch
- Zielschießen in Reifen von Norbert Koch
- Zollstockspiel von Norbert Koch
- 13 gewinnt von Norbert Koch
- 25 Schuss 19 von Norbert Koch (Boule-Praxis)

### Zeitlupenstudien

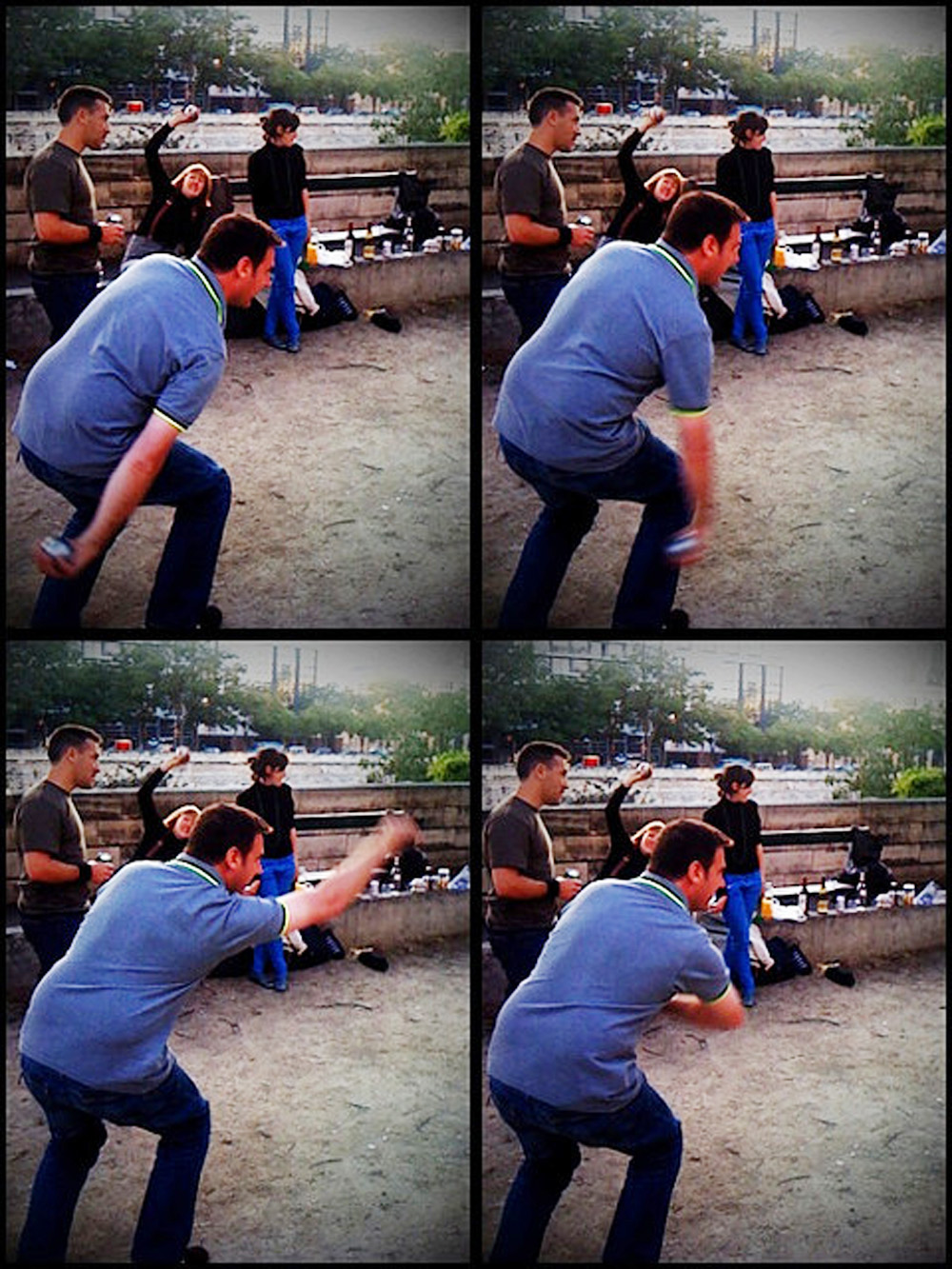
Zeitlupenstudien helfen dem Trainer bei der Analyse des Wurfs

Eine Zeitlupenstudie ermöglicht eine detaillierte Kontrolle einer Bewegung und bringt dem Trainer entscheidende Erkenntnisse für das weitere Training.
- Bewegungsablauf und Zeitlupenstudien von Ludger Roloff
- Bewegungsanalyse von Norbert Koch (Boule-Praxis)
- Mondial Pétanque 2017 : les plus beaux gestes de la finale. France 3. 2017
- Zeitlupenstudie von Bruno Le Boursicaud von Anders Gerestrand
- Zeitlupenstudie von Didier Choupay (seitlich) von Anders Gerestrand
- Zeitlupenstudie von Didier Choupay (von vorne) von Anders Gerestrand
- Zeitlupenstudie von Marco Foyet von Joseph Cortright
- Zeitlupenstudie von Marco Foyet von Steven Miles
- Zeitlupenstudie von Dylan Rocher von boulistenaute (französische Internetseite zum aktuellen Boulegeschehen)
- Zeitlupenstudie von Freddie Tapper von Anders Gerestrand
- Zeitlupenstudie von Mahmut Tufan von Norbert Koch
- Zeitlupenstudien und Bewegungsanalysen verschiedener Champions aus Frankreich von boulistenaute (auf Französisch)

## Filme
Filme zum Thema Pétanque können abseits des Trainingsplatzes begeistern, bieten Abwechslung und sorgen für geeignete Anregung. In folgenden Filmen findet sich Passendes zum Thema Pétanque:
- Pétanque | Karambolage. Ein Zeichentrickfilm erklärt die französische Leidenschaft Pétanque zu spielen. Arte. 2015
- Pétanque-Spiel in der Provence: Wer legt, wer schießt? Arte 2020
- Crossboule - Einfach genial. MDR. 2012
- Der Gendarm von St. Tropez. Filmkomödie über die Ferienzeit in dem berühmten Saint Tropez mit Louis de Funès und einer kurze Sequenz zu einem Pétanquespiel unter Gendarmen. Frankreich 1964
- Eine ganz ruhige Kugel. Eine Sport- und Integrationskomödie mit Gérard Depardieu als schlitzohrigem Mentor eines schüchternen Pétanque-Asses. Frankreich 2014
- Inside the Circle. Dokumentarfilm in englischer Sprache über ein Pétanqueturnier in Kalifornien und seine Geschichte. Research and Wonder. USA 2017
- Küss die Fanny. Arte. 2021
- La partie de boules (Jouer en Méditerranée). Der Dokumentarfilm – in französischer Sprache – von Sami Sarkis zeigt das Pétanquespiel, wie es von „normalen“ Leuten in Südfrankreich betrieben wird. Frankreich 1998
- La pétanque, le cinéma muet et les copains. Kurzer komödiantischer Stummfilm von Laurence Gray. Frankreich 2014
- La pétanque en pente (Sketch fat show No16). Sketch in französischer Sprache von Mcfly et Carlito. Frankreich 2013
- Länder - Menschen - Abenteuer. Die Provence - Frankreichs leuchtender Süden. Eine Sequenz zu Pétanque in Marseille und einer kleinen Firma die Boules herstellt beginnt bei Minute 29:50 und wird bei 38:33 fortgesetzt. NDR. 2020
- Offizielles Bewerbungsvideo zur Kandidatur der Boule-Sportarten für die Olympischen Spiele 2024. Boules sport org. 2015
- Petong – ein thailändischer Volkssport. Arte. 2019
- P'tit bouchon. Animierter Kurzfilm in französischer Sprache von David Montigny. Frankreich 2013
- The Giant. Komödiantisches Drama über einen schwer deformierten und unter Autismus leidenden jungen Mann. Überzeugt, dass seine Mutter ihn zurücknehmen würde, wenn er die skandinavische Meisterschaft im Pétanque gewinnt, versucht er das Unmögliche und seinen Traum wahr zu machen. Dänemark/Schweden 2016